# Autobracketing
Autobracketing (skr. AEB od ang. Auto Exposure Bracketing) często także nazywana tylko "Bracketing" – funkcja współczesnych aparatów fotograficznych polegająca na automatycznej ekspozycji kilku sąsiednich klatek filmu z lekko zmienionymi parametrami – od lekkiego niedoświetlenia do lekkiego prześwietlenia, przy czym za parametr średni można przyjąć wskazania światłomierza lub wyczucie fotografa. Funkcja ta jest możliwa w aparatach z automatycznym przesuwem filmu, ilość zdjęć może wynosić trzy lub więcej (nawet do dziewięciu), a typowa różnica kolejnych naświetleń wynosi 1/3 stopnia EV.
Z autobracketingu korzysta się przy fotografowaniu trudnych motywów, np. kontrastowych, po to, aby mieć większą pewność, że co najmniej jedna klatka będzie prawidłowo naświetlona. Szczególnie często korzysta się z tej opcji podczas pracy z materiałami światłoczułymi o słabej tolerancji na błędy naświetlania, przy czym, wbrew pozorom, takie materiały o słabej tolerancji występują często nie w produktach masowych, a właśnie w specjalistycznych, profesjonalnych filmach. Autobracketing ma zastosowanie zarówno do filmów negatywowych, jak i slajdów.
W przypadku cyfrowych aparatów fotograficznych autobracketing może, oprócz korekcji parametrów naświetlania, uwzględniać również zmiany balansu bieli.
W specjalistycznych programach komputerowych (np. Photoshop, GIMP etc.) do obróbki zdjęć cyfrowych można także "złożyć" lub nałożyć na siebie różnie naświetlone zdjęcia i wykorzystać do stworzenia zdjęcia o optymalnych kontrastach na całym zdjęciu – takie zdjęcia nazywane są HDR. Istnieją też programy przeznaczone do tego celu, np. Photomatix Pro.

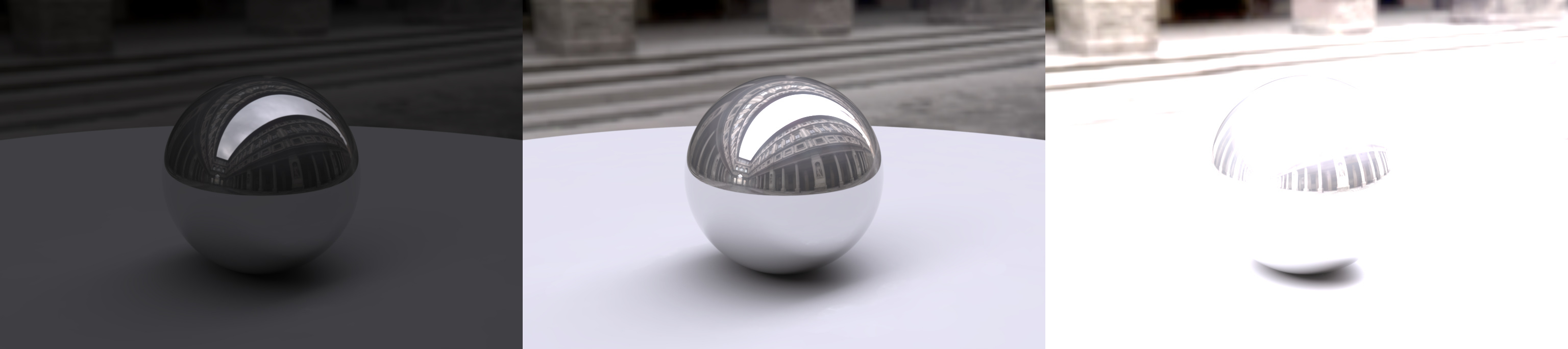
Przykład wykonania tego samego ujęcia z różnymi parametrami.